# Riesenseeadler
Der Riesenseeadler (Haliaeetus pelagicus) ist ein Greifvogel aus der Gattung der Seeadler. Er ist der größte Seeadler und gekennzeichnet durch schwarz-weißes Gefieder, den außerordentlich großen und kräftigen orangegelben Schnabel sowie seine paddelförmigen Flügel. Riesenseeadler leben an Flüssen und Küsten des pazifiknahen Russland. Je nach geographischer Lage sind sie Standvögel oder Zugvögel, die wichtigsten Überwinterungsgebiete liegen in Japan. Riesenseeadler ernähren sich von Fischen, Wasservögeln und Aas. Der Bestand umfasst etwa 5000 Exemplare und nimmt weiter ab; daher stuft die IUCN den Riesenseeadler als vulnerable (gefährdet) ein.

## Merkmale

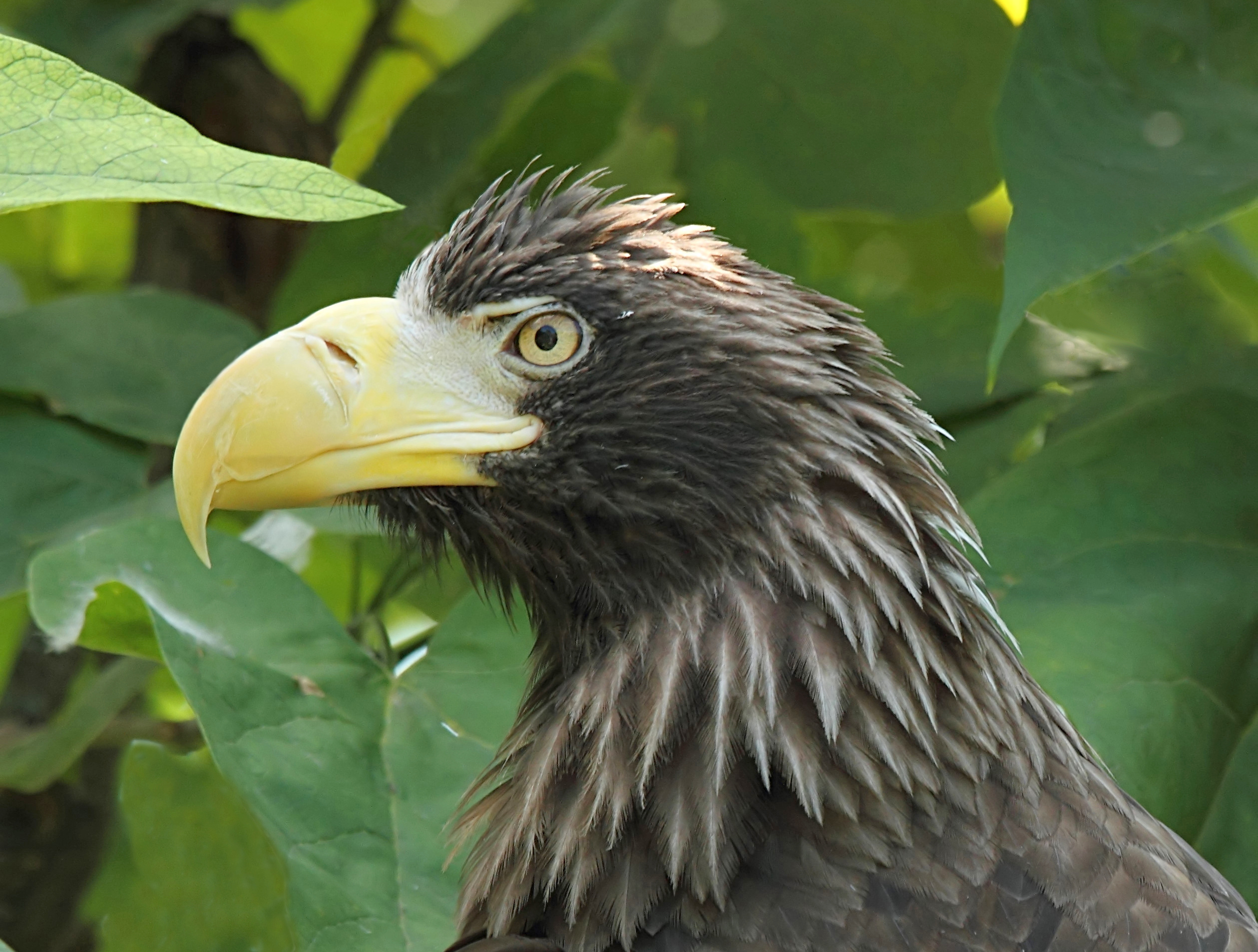
Detailaufnahme des Kopfes

Die Art ist von anderen Seeadlern durch ihre Proportionen gut zu unterscheiden: Die paddelförmigen Flügel wirken aufgrund ihrer Breite und im Vergleich zur Körperlänge relativ kurz, der keilförmige Schwanz recht lang. Die Geschlechter sind gleich gefärbt, hinsichtlich der Größe besteht ein moderater, hinsichtlich des Gewichts ein sehr ausgeprägter Geschlechtsdimorphismus: Weibchen erreichen im Schnitt 11 % mehr Körpergröße und 43 % mehr Gewicht als Männchen. Die Körperlänge beträgt 85 bis 105 Zentimeter, die Flügelspannweite 1,95 bis 2,80 Meter, die Schwanzlänge 32 bis 36 Zentimeter. Männchen wiegen 4,9 bis 6,0 Kilogramm, Weibchen 6,8 bis 9,0 Kilogramm. Der Riesenseeadler ist damit die größte Art der Gattung Haliaeetus und einer der größten Greifvögel überhaupt.

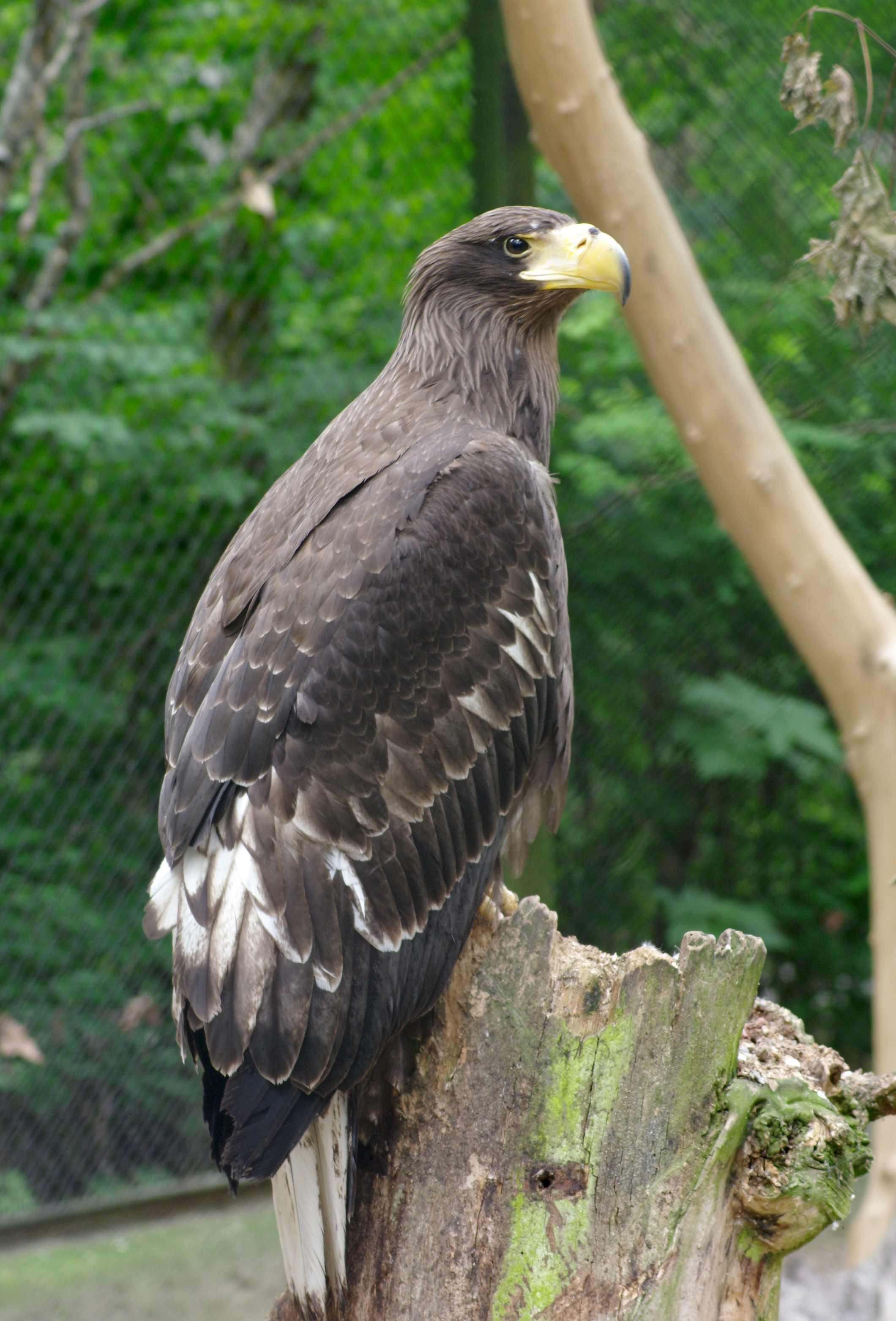
Riesenseeadler, Jungtier

Das Gefieder ist überwiegend dunkelbraun bis schwarz; Stirn, Schultern, die sehr dichten Federhosen und der Schwanz sind scharf abgesetzt weiß. Am Hinterkopf befinden sich einige hellere, gräuliche Federn, die Beine und der Schnabel sind orange-gelb. Die Iris ist gelb, um die Augen befindet sich orange-gelbe Haut. Jungtiere tragen bis auf die helleren Schwanzfedern mit dunklen Spitzen ein komplett schwarzbraunes Gefieder. An Kopf und Brust sind gräuliche Zeichnungen erkennbar. Einige Deckfedern des Schulterbereichs sind weißlich gefärbt. Das Gefieder dreijähriger Tiere befindet sich in einem Stadium zwischen Juvenil- und Adultkleid. Es bildet sich erste weiße Färbung an den Schultern, der Schwanz ist schon nahezu komplett weiß. Bei jüngeren Vögeln ist die Haut um die Augen noch blass gelb, Schnabel und Beine sind auch heller als bei adulten Tieren.
Sehr selten treten bis auf den weißen Schwanz komplett dunkel gefiederte Individuen auf, in der Vergangenheit vor allem auf der Koreanischen Halbinsel.
Der Riesenseeadler fliegt vergleichsweise langsam mit starken, flachen Flügelschlägen und durchsetzt von kurzen Gleitphasen. Er gleitet mit nahezu geraden Flügeln und ausgebreiteten Schwung- und Steuerfedern. Im Flugbild zeigen adulte Riesenseeadler eine nahezu vollständig dunkle Färbung, zu der das Weiß der Federhosen, der keilförmig angeordneten Steuerfedern sowie der Deckfedern der vorderen Flügelkante in deutlichem Kontrast stehen. Einige Federn des dunklen Deckkleides zeigen zudem weiße Spitzen, und an Kopf und Hals auch vereinzelt helle Federschäfte. Jungtiere sind im Flugbild größtenteils dunkelbraun, bis auf den weißen Schwanz mit dunklen Spitzen, eine gräuliche Zeichnung an Brust und Kopf sowie weißliche Zeichnungen an den vorderen Flügelkanten. Das Flugbild subadulter Tiere ab dem dritten Lebensjahr vermittelt zwischen Juvenil- und Adultkleid. Die Vögel mausern im vierten Lebensjahr in das Adultkleid.

## Rufe
Lautäußerungen sind meist zu Beginn der Brutzeit und als Teil des Ausdrucksverhaltens zu vernehmen; die Rufe ähneln denjenigen anderer Seeadler. Während der Balz wurden möwenartige Rufe beschrieben, ebenfalls zu hören sind tiefes Bellen (kyow-kyow-kyow) und ein lauteres, höheres kra-kra-kra.

## Systematik
Haliaeetus pelagicus ist eine gut definierte Art innerhalb der Gattung der Seeadler (Haliaeetus). Der deutsche Naturforscher Georg Wilhelm Steller brachte den Holotypus nach einer Expedition in den 1760er Jahren nach Europa. Im englischsprachigen Raum wird er daher Steller’s Sea Eagle genannt. Die Erstbeschreibung verfasste 1811 Peter Simon Pallas. Laut DNA-Analysen besteht bei ihm nähere Verwandtschaft mit in der nördlichen Hemisphäre verbreiteten Seeadlern (Seeadler, Weißkopfseeadler) als mit tropisch verbreiteten Arten derselben Gattung.
Heute werden keine Unterarten mehr anerkannt. Die systematische Stellung der dunklen Morphe war lange unklar, da bis vor kurzem die letzten verlässlichen Sichtungen auf das Jahr 1968 datierten. Sie wurde gelegentlich als eigenständige Art H. niger oder als Unterart H. pelagicus niger behandelt. Unterstützt wird die Morphentheorie jedoch durch einen melanistischen Riesenseeadler, der 2001 im Bayerischen Jagdfalkenhof schlüpfte und heute im Tierpark Berlin lebt. Er entstand durch künstliche Zusammenführung von Keimzellen normalgefärbter Elternvögel, und sein eigener Nachwuchs war ebenfalls normal gefärbt.

## Verbreitung und Lebensraum

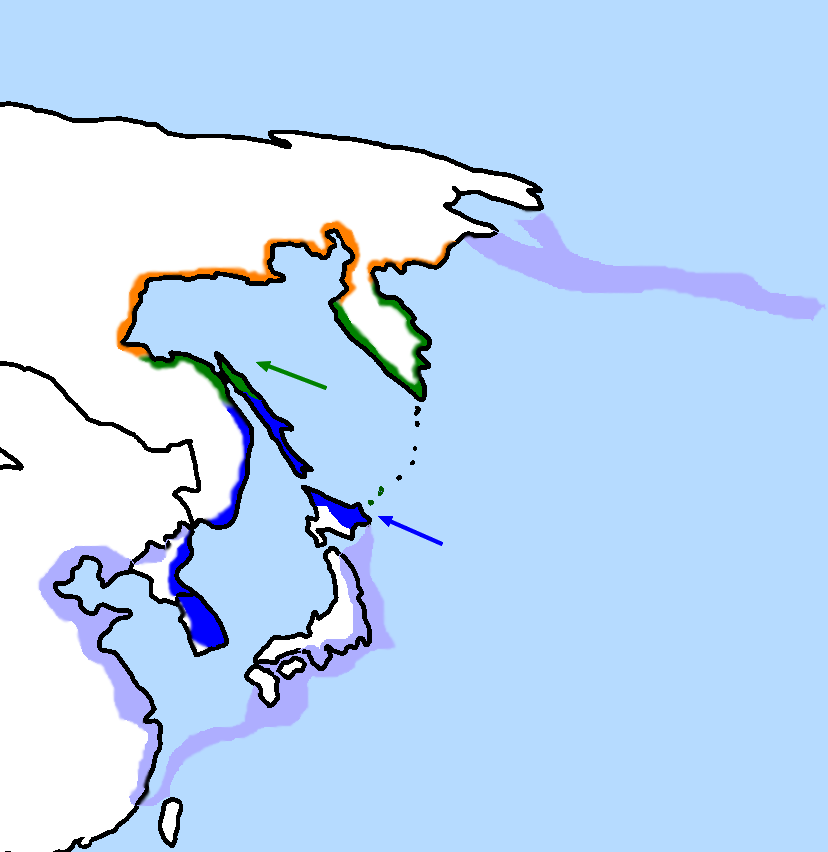
Pazifikküste von der Tschuktschensee bis zum Ostchinesischen Meer
grün: Standvögel
orange: weitgehend Sommervögel
blau: Überwinterungsgebiete
violett: gelegentliche Vorkommen nichtbrütender, umherschweifender Vögel

Der Riesenseeadler lebt im nördlichen pazifiknahen Ostasien. Die Tiere brüten heute wohl nur noch im Osten Russlands an der Küste der Beringsee, den nördlichen Küsten von Kamtschatka, auf den nördlichen Kurilen, am Ochotskischen Meer, am Amur, auf den Schantarinseln und auf Sachalin. Die einstigen Brutpopulationen von Südkorea gelten als erloschen, für Nordkorea wird trotz fehlender Daten das Gleiche angenommen.
Die Art ist selten entfernt von größeren Gewässern anzutreffen und bewohnt sowohl Flach- als auch Felsküsten, küstennahe Lagunen und Mündungslandschaften sowie weiter im Landesinneren größere Seen und Flüsse in mehr montanen Regionen bis in 1000 Metern Meereshöhe.

## Wanderungen
In Gebieten, in denen die Gewässer das ganze Jahr eisfrei bleiben, sind Riesenseeadler Standvögel, die übrigen Populationen sind Zugvögel. Tiere aus den weiter nördlich gelegenen Brutgebieten ziehen ab Oktober in südliche Gebiete und überwintern in Kamtschatka, auf den südlichen Kurilen, in Süd-Sachalin, an den südlichen Küsten des Ochotskischen Meeres und gelegentlich auch in Korea, aber vor allem auf Hokkaidō, der nördlichsten Insel Japans. Auf der zugehörigen Shiretoko-Halbinsel sammeln sich zeitweise über 2000 Exemplare, mehr als ein Drittel des Weltbestandes. Nach Hokkaidō zieht sie auch die leichte Verfügbarkeit künstlicher Nahrungsquellen wie Beifang der Fischerei und Aas von durch Jäger erlegten Tieren. Sie kehren im März und April in die nördlichen Gebiete zurück. Aus dem Zugverhalten resultiert ein horizontales Verbreitungsgebiet zwischen 62°N und 50°N im Sommer und zwischen 58°N und 42°N im Winter.
Im Rahmen einer Studie wurden neun Riesenseeadler im Winterquartier auf Hokkaidō mit Sendern ausgestattet. Acht von ihnen zogen nach Sachalin, einer nach Onekotan (nördliche Kurilen). Die Jungvögel brauchten für den Flug von Hokkaidō bis in nördliche Gebiete 31 bis 61 Tage und damit weit mehr Zeit als Altvögel (21 bis 25 Tage). Eine weitere Studie zum Zug in die Brutgebiete erzielte ein ähnliches Ergebnis für vier 2 bis 3 Jahre alte und vier adulte Exemplare. Diese Unterschiede werden unter anderem mit dem Energiehaushalt begründet: Da Jungtiere über wenige Fettreserven verfügen, müssen sie durch längere Pausen ihre Fettreserven aufstocken. Altvögel hingegen beginnen die Wanderungen wahrscheinlich unter besseren Bedingungen, und früher in den Brutgebieten eintreffende Paare können unter anderem bessere Territorien besetzen und damit die Wahrscheinlichkeit auf erfolgreiche Fortpflanzung erhöhen.
Gelegentliche Sichtungen gab es nach Norden bis zum Anadyr, nach Süden bis Peking und auf den Ryūkyū-Inseln, nach Westen bis Jakutsk und nach Osten bis zu den Pribilof Islands, den Aleuten und bis in die Umgebung von Juneau im Südosten Alaskas. Ausnahmsweise erreichten einzelne Riesenseeadler Hawaii, ein einzelnes Exemplar unbekannter Herkunft wurde 2021 mehrfach in Neuengland beobachtet. Die Beobachtung eines Seeadlers auf dem Wake-Atoll im Winter 1997 betraf möglicherweise diese Art, dies gilt jedoch nicht als gesichert.

## Lebensweise

### Ernährung

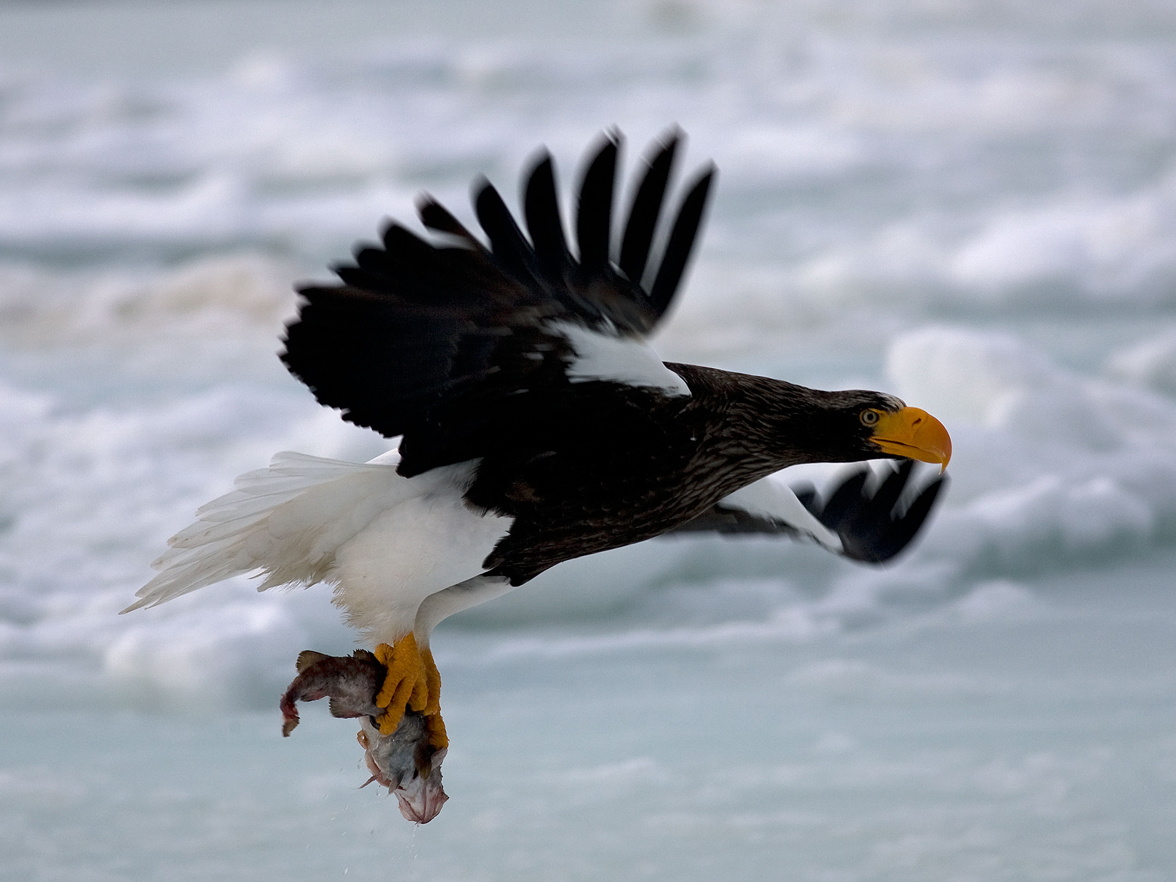
Riesenseeadler mit erbeutetem Fisch auf Hokkaido

Der Riesenseeadler ernährt sich vorwiegend von Fischen, speziell Lachsfischen (Salmonidae, bis 7 kg schwer), Seevögeln und Aas. Gelegentlich jagt er Hühnervögel und landbewohnende Säugetiere passender Größe. Der für Greifvögel einzigartig große Schnabel und die ihm anhängende starke Muskulatur entwickelten sich in Anpassung an diese Nahrung, um die zähe Haut der Lachse aufzureißen und Fleisch aus Kadavern zu mundgerechten Stücken zu zerkleinern. Das Nahrungsspektrum des Riesenseeadlers ist stark abhängig von der Saison und vom Lebensraum; konkrete Daten lieferte eine Studie an Riesenseeadlern vom Ochotskischen Meer: In Frühling und Sommer wurden Riesenseeadler beim Beutefang beobachtet und Beutereste in und unter Horsten analysiert. An Küsten lebende Adler hatten einen signifikant höheren Anteil von Seevögeln von bis zu 73 % im Nahrungsspektrum, in der Nähe von Seevogelkolonien bis zu 91 %. Dieser Anteil lag bei Adlern an den Flüssen wesentlich niedriger, bei 0 bis 11 %. Im Frühling machte bei den an Flüssen nistenden Paaren Aas bis zu 83 % der Nahrung aus, im Sommer, zur Zeit der Jungenaufzucht, machte Fisch 77 % der Beute aus.
Riesenseeadler fangen Fische vom Uferrand aus oder im seichten Wasser watend, von einem Ansitz aus bis zu 30 Metern Höhe im Sturzflug, oder erspähen ihre Beutetiere aus einem langsamen Suchflug, meist in sechs bis sieben Metern Höhe. Sie greifen die Fische, ohne mit dem restlichen Körper ins Wasser einzutauchen. Auf Hokkaidō ist der Beifang von Fischkuttern eine bedeutende Nahrungsquelle. Riesenseeadler jagen auch langsam fliegende, häufig vorkommende Seevögel wie Lummen und erbeuten in Kolonien von Seevögeln Jungtiere und Eier. Als opportunistische Aasfresser beobachtet man sie auch an Kadavern von Säugern wie Robben und an kleineren Säugern in den Fallen von Trappern sowie an toten Vögeln und Fischen. Versammeln sich mehrere Tiere an einem Kadaver, kann es zu Auseinandersetzungen um die Nahrung kommen.

### Sozialverhalten und Fortpflanzung
Riesenseeadler leben während der Brutzeit paarweise in Revieren. In den Wintermonaten können sich jedoch, speziell auf Hokkaidō, mehrere Hundert Individuen an geeigneten Rastplätzen versammeln.

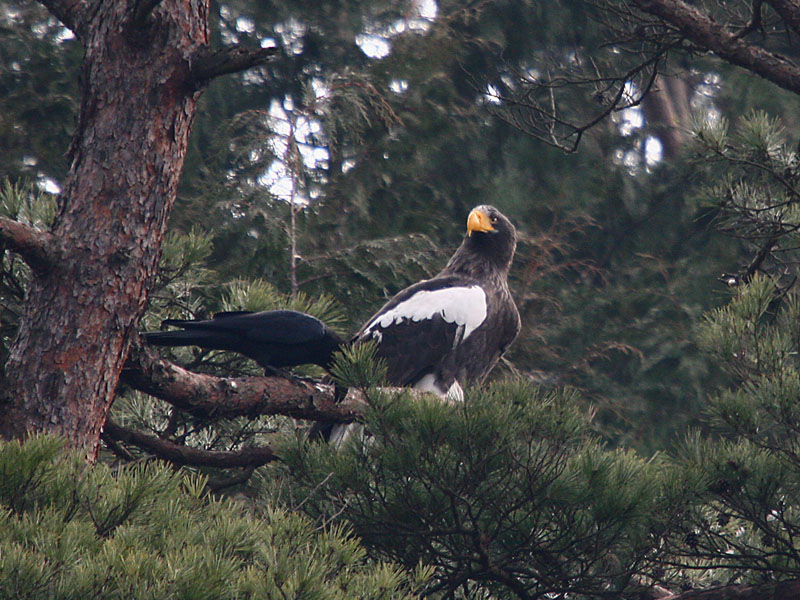
Riesenseeadler

Riesenseeadler sind monogam und wahrscheinlich lebenslang verpaart. Die Tiere nisten meist in geringer Dichte. Die Brutsaison liegt, abhängig von der geographischen Lage, zwischen Ende April und Mitte September. Zum Balz- und Revierverhalten gehören gemeinsames Gleiten unter Rufen in Brutplatznähe sowie spektakuläre Flugmanöver und Verfolgungsflüge, die ebenfalls von Rufen begleitet werden. Der Riesenseeadler baut Horste mit bis zu 2,5 Metern Durchmesser und bis zu 4 Metern Höhe, üblicherweise bis zu 30 Meter über dem Boden an schwer zu erreichenden Stellen wie in den Kronen großer Bäume und auf Felsvorsprüngen. Riesenseeadler legen ein bis drei, meist zwei Eier, aus denen nach 38 bis 45 Tagen Bebrütung die Jungvögel schlüpfen. Abhängig von äußeren Bedingungen nehmen sie im Schnitt täglich 77 bis 92 Gramm zu. In den ersten 15 bis 20 Tagen ist die Fähigkeit zur Thermoregulation bei den Jungtieren noch nicht ausreichend ausgeprägt; sie werden daher gehudert. Ältere Jungtiere hingegen werden bei gutem Wetter gar nicht gehudert. Oft überlebt aufgrund widriger Umweltbedingungen nur ein Jungtier; Kainismus ist bei Riesenseeadlern hingegen selten. Die Jungtiere werden nach etwa 70 Tagen flügge und sind dann noch zwei bis drei weitere Monate von den Eltern abhängig.

## Bestand und Gefährdung
Haliaeetus pelagicus ist in der Roten Liste der IUCN als gefährdet (vulnerable) gelistet, der Bestand wird von BirdLife International auf noch 5000 Exemplare geschätzt und nimmt weiter ab. Hauptgefährdungsfaktoren sind die Zerstörung des Lebensraums durch den Bau von Wasserkraftwerken, durch die geplanten umfangreichen Erschließungsmaßnahmen für die Ölindustrie sowohl an den Küsten als auch offshore sowie durch Holzeinschlag. Durch Abholzung großer Bäume in den Brutgebieten sind Riesenseeadler gezwungen, weniger geeignete Nistplätze zu suchen. Dort sind die Horste absturzgefährdet. Hinzu kommt Nahrungsmangel durch Überfischung sowie Umweltverschmutzung. Zurzeit sind geringe Fortpflanzungsraten und hohe Sterblichkeitsraten bei Jungtieren zu verzeichnen.
Häufiges Auffliegen aufgrund von Störungen erhöht den Energiebedarf der Tiere. Vermutlich meiden die auf Effizienz angewiesenen Beutegreifer daher die Nähe von Siedlungen.
Direkte Auswirkungen auf Fortpflanzungserfolg und Bestand haben die Belastungen durch Industrieabwässer, und speziell durch chlororganische Verbindungen wie das Insektizid DDT, sein Abbauprodukt DDE und polychlorierte Biphenyle (PCB). Bei sieben Totfunden auf Hokkaidō in den Jahren von 1986 bis 1998 wurden erhebliche Schadstoffkonzentrationen festgestellt: Der höchste Wert von DDT wurde mit 17 Mikrogramm pro Gramm in einem Brustmuskel, der höchste von PCB mit 41 Mikrogramm pro Gramm in einer Leber gemessen. Die großen Mengen der Gifte in Riesenseeadlern sind auch auf deren hohe Stellung in der Nahrungskette zurückzuführen, da sich mit dem Trophieniveau auch die Giftstoffe stark anreichern (Bioakkumulation). DDT und DDE führen zu dünneren Eischalen und mindern den Bruterfolg, da die Eier zerbrechen oder absterben. Höhere Konzentrationen von PCB können diverse Vergiftungserscheinungen hervorrufen. Obwohl DDT bereits verboten ist, sind weiterhin hohe Belastungen messbar.

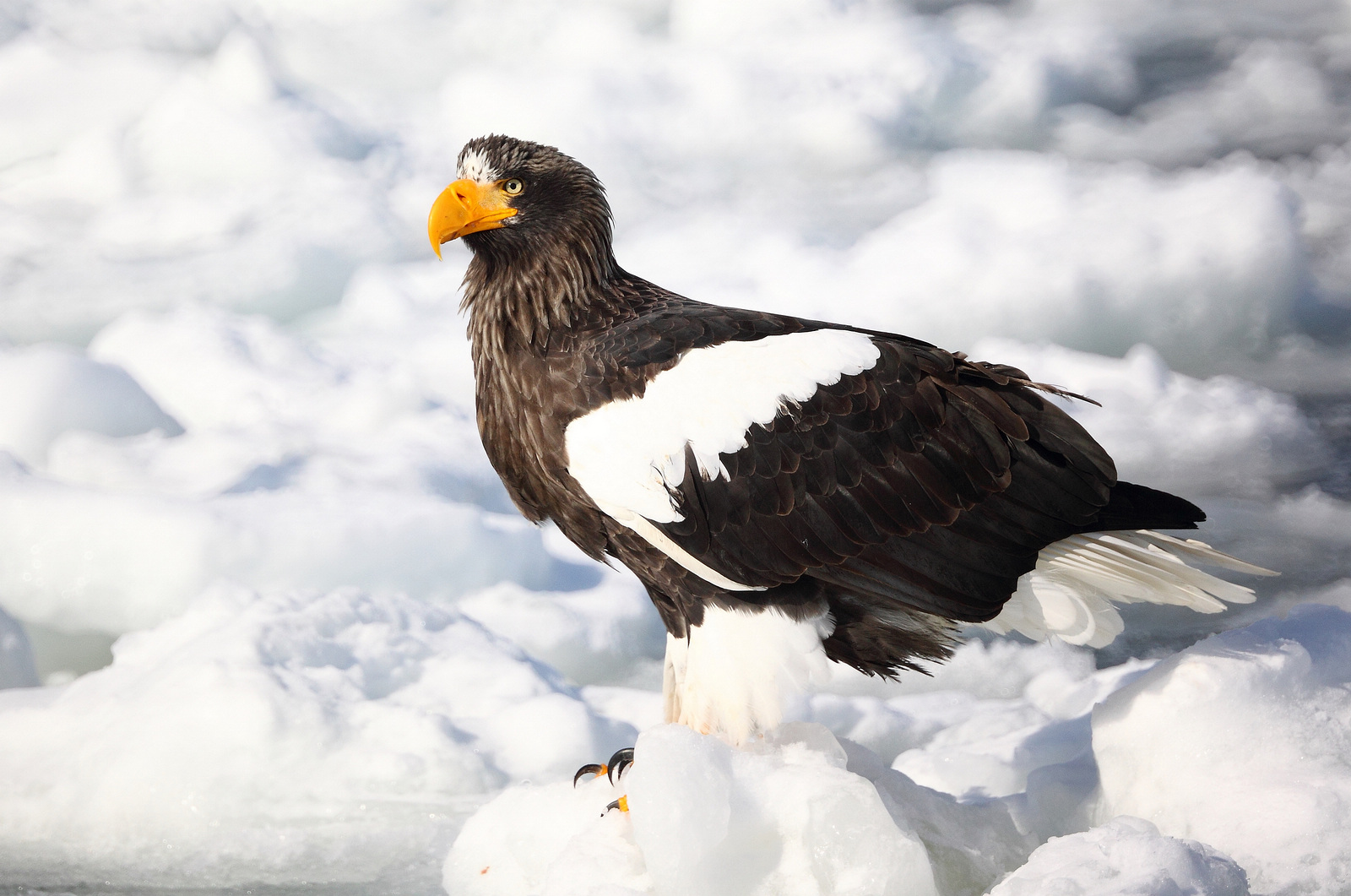
Riesenseeadler auf Hokkaido

1996 wurde erstmals Bleivergiftung als Todesursache eines Riesenseeadlers festgestellt. Die Vögel nehmen das Blei meist über Aas auf, entweder an Wasservögeln, die an verschluckten Bleigewichten aus der Fischerei eingingen, meist jedoch an Kadavern größerer, von Jägern geschossener Säugetiere (üblicherweise Sikahirsche). Bis 2003 erlaubte japanisches Recht den Jägern, vor Ort die gewünschten Körperteile von erlegten Tieren abzutrennen und die restlichen Körperteile liegen zu lassen. Die zumeist verwendete Bleimunition oder deren Bruchstücke verbleiben hierbei im Kadaver. Auch angeschossene Tiere, die später verenden und bei der Nachsuche nicht gefunden werden, führen zu mit Blei kontaminiertem Aas. Da die Fischbestände vor Hokkaidō zurückgegangen sind, gehen Riesenseeadler weiter ins Inland, wo sie Kadaver der als Verursacher von Wildschäden häufig geschossenen Sikahirsche finden. Ältere Riesenseeadler sind meist dominant an den Kadavern, beginnen an der bereits freigelegten Einschussstelle zu fressen, und nehmen so schnell Blei zu sich. Bleivergiftungen bewirken eine starke Gewichtsabnahme, Schäden von Leber, Gallenblase und Niere, Durchfall, teils ein Schrumpfen des zum Fliegen notwendigen Brustmuskels, Anämien durch einen Abfall von Hämoglobin sowie Schäden im Nervensystem, die zur völligen Blindheit führen können. Auch nicht unmittelbar tödliche Dosen von Blei können später durch langfristige Schäden zum Tod führen. Seit 1996 wurden 92 Fälle von tödlicher Bleivergiftung registriert, die tatsächliche Anzahl liegt wahrscheinlich deutlich höher, da nur ein Bruchteil der vergifteten Adler gefunden wird. Im Jahr 2000 wurde die Verwendung von Bleigeschossen verboten und seit 2003 dürfen getötete Tiere nicht mehr in der Wildnis belassen werden. Die Einhaltung dieser Maßnahmen ist im Winter des japanischen Hochlandes jedoch nur schwer kontrollierbar und der Erfolg der Schutzmaßnahmen hängt somit stark von der Kooperationsbereitschaft der Jäger ab.
Gelegentlich werden Eier und Jungtiere des Riesenseeadlers von Tierhändlern der Natur entnommen. Haliaeetus pelagicus ist im Washingtoner Artenschutzabkommen (CITES) in Anhang II gelistet, für den Fang und Handel sind Genehmigungen und Nachweis der Unschädlichkeit für den Bestand notwendig. Lokal könnte auch noch gezielter Abschuss ein Problem darstellen.
Die Art ist in Russland, Japan, China und Südkorea gesetzlich geschützt. Im Verbreitungsgebiet des Riesenseeadlers befinden sich einige Naturschutzgebiete, die Hauptüberwinterungsquartiere in Japan sind als National Wildlife Protection Areas ausgezeichnet. Die IUCN schlägt außerdem den besonderen Schutz der Salmonidenlaichgebiete vor.
Die Welterstzucht des Riesenseeadler in Gefangenschaft gelang 1987 im Zoo Moskau.